# Década de 2000
A década de 2000, também conhecida como a primeira década do século XXI, compreende o período entre 1º de janeiro de 2001 e 31 de dezembro de 2010, de acordo com a contagem cronológica oficial do calendário gregoriano. Foi precedida pela década de 1990 e sucedida pela década de 2010.
Durante esse período, o mundo passou por grandes transformações políticas, econômicas e tecnológicas, incluindo os Atentados de 11 de setembro de 2001, a passagem do Furacão Katrina, e a eclosão da Crise financeira de 2008.

## Visão geral no mundo
Na política internacional, este período é marcado por ações militares dos Estados Unidos em países do Oriente Médio, na chamada Guerra ao Terrorismo: Guerra do Afeganistão e Guerra do Iraque, além do apoio militar dos Estados Unidos a Israel na Segunda Guerra do Líbano e no conflito israelo-palestino. A região também foi marcada por conflitos internos, como a disputa entre os partidos Hamas e Fatah na Palestina, entre sunitas e xiitas no Iraque e entre o Talibã e líderes tribais no Afeganistão.
Os conflitos entre os Estados Unidos e o Oriente Médio foram desencadeados pelos atentados terroristas ao World Trade Center em Nova Iorque (em 11 de setembro de 2001). Iniciam-se as invasões americanas nos países do Oriente Médio e chegam ao fim as ditaduras de Saddam Hussein no Iraque e dos Talibans no Afeganistão, o que, em certo ponto, beneficiou o então inimigo dos Estados Unidos: o Iraque, pois seus piores inimigos eram a ditadura de Saddam Hussein e o regime Taliban. Os países da União Europeia passam, em sua maioria, a adotar o euro como moeda comum entre os países membros do bloco e para as transações financeiras internas, substituindo as moedas nacionais, sendo algumas exceções o Reino Unido, a Suécia e a Dinamarca, que permaneceram com suas moedas nacionais. Nos países da América Latina, onde partidos de esquerda chegam ao poder através de eleições, inicia-se também uma onda de antiamericanismo, destacando-se o bolivarianismo de Hugo Chávez, presidente venezuelano, apoiado por Evo Morales, o primeiro indígena a ser eleito presidente da Bolívia. Por outro lado, o regime socialista de Cuba — ainda liderado por Fidel Castro, já idoso e com a saúde debilitada — experimenta uma certa abertura, apesar do bloqueio à ilha. O cenário político e econômico da Rússia muda drasticamente com a chegada do centrista e conservador Vladimir Putin na presidência, sucedendo ao liberal Boris Iéltsin. As relações entre a Rússia e os Estados Unidos se intensificam. A Rússia experimenta uma onda de terrorismo após a Segunda Guerra na Chechênia, que incluem a invasão do teatro Dubrokva e o massacre de Beslan. Os conflitos geopolíticos entre a Geórgia — aliada da OTAN — e a Rússia — contraria à expansão das zonas militarizadas controladas pelos EUA — culmina na Guerra da Ossétia, em 2008. A ONU aprova o Relatório Goldstone, segundo o qual o governo israelense, o exército de Israel e a organização palestina Hamas teriam possivelmente praticado crimes de guerra durante a Operação Chumbo Fundido, mas o relatório é contestado por Israel.

## No Brasil
A década de 2000 ficou marcada como a década em que a esquerda política brasileira teve seu representante eleito através de um processo democrático. O primeiro brasileiro operário a alcançar a presidência, Luiz Inácio Lula da Silva, elegeu-se em 2002, após quatro tentativas anteriores, e foi reeleito em 2006.
A eleição do ex-presidente Fernando Collor de Mello para o Senado em 2006, pelo Estado de Alagoas, também causou polêmica.
A década de 2000 também se destacou por vários casos de corrupção, como o caso Waldomiro Diniz, o "Mensalão", escândalos envolvendo José Sarney e a governadora do Rio Grande do Sul, Yeda Crusius, sobre o DETRAN, e também o Escândalo do Mensalão no Distrito Federal.  A visita do Papa Bento XVI também marcou a década no Brasil, além da descoberta de petróleo na camada pré-sal, da autossuficiência em petróleo e da produção de biocombustíveis.  O Brasil ganhou destaque internacional por condenar o golpe militar em Honduras em 2009 e por receber a visita do polêmico presidente do Irã, Mahmoud Ahmadinejad,  que contesta a versão oficial dos atentados de 11 de setembro e acusa os sionistas de manipular números e fatos acerca do holocausto de judeus, para chantagear a Europa e obter a criação do estado de Israel.

## Economia

Xangai, um dos símbolos boom econômico da China na década.

Na economia, após os anos 1990 terem sido marcados pelas privatizações e redução do papel do estado, na década de 2000 tem início o enfraquecimento do neoliberalismo, com a retomada dos investimentos públicos nos setores estratégicos de infraestrutura, o que sempre ocorreu na China, sendo um dos motores de seu crescimento. Ocorre também na Rússia e na Argentina (recém-saídos de graves crises econômicas), no Brasil e em alguns países da Europa. A economia mundial passa por um dos maiores períodos de prosperidade e estabilidade da história, até o final do ano de 2007, quando é desencadeada a Grande Recessão, que coloca em risco a economia de vários países, principalmente dos desenvolvidos. Alguns destaques:
- O Euro torna-se a moeda oficial da maioria dos países da União Europeia a partir de janeiro de 2002.
- O Brasil consegue acumular mais reservas do que a dívida externa, recebendo status de credor. Embora, apresentando crescimento econômico médio-baixo em comparação com a média dos países emergentes, o país mantém sua economia estável.
- A China atinge um crescimento econômico sem precedentes.
- Boom das commodities.
- Crise financeira afeta o mundo no final da década.

## Acontecimentos

### Marcos

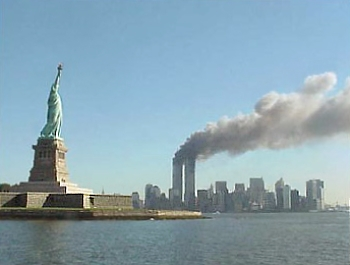
Ataques de 11 de setembro de 2001.

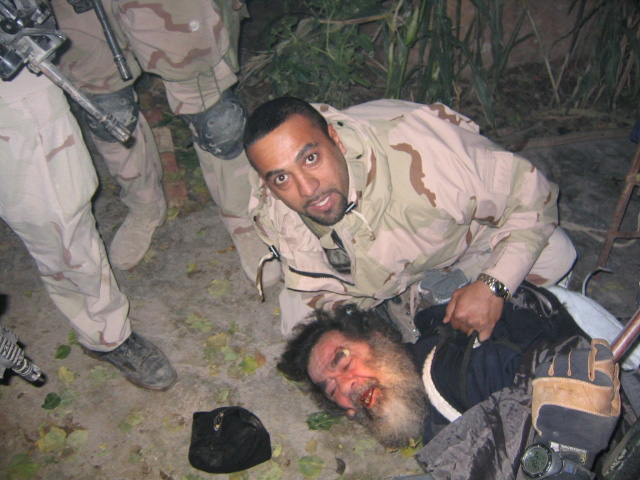
O intérprete Samir e Saddam Hussein durante a Operação Red Dawn, que resultou com sucesso na captura de Hussein.

As forças especiais russas entrando no teatro Dubrovka durante a crise de reféns em Moscou em outubro de 2002.

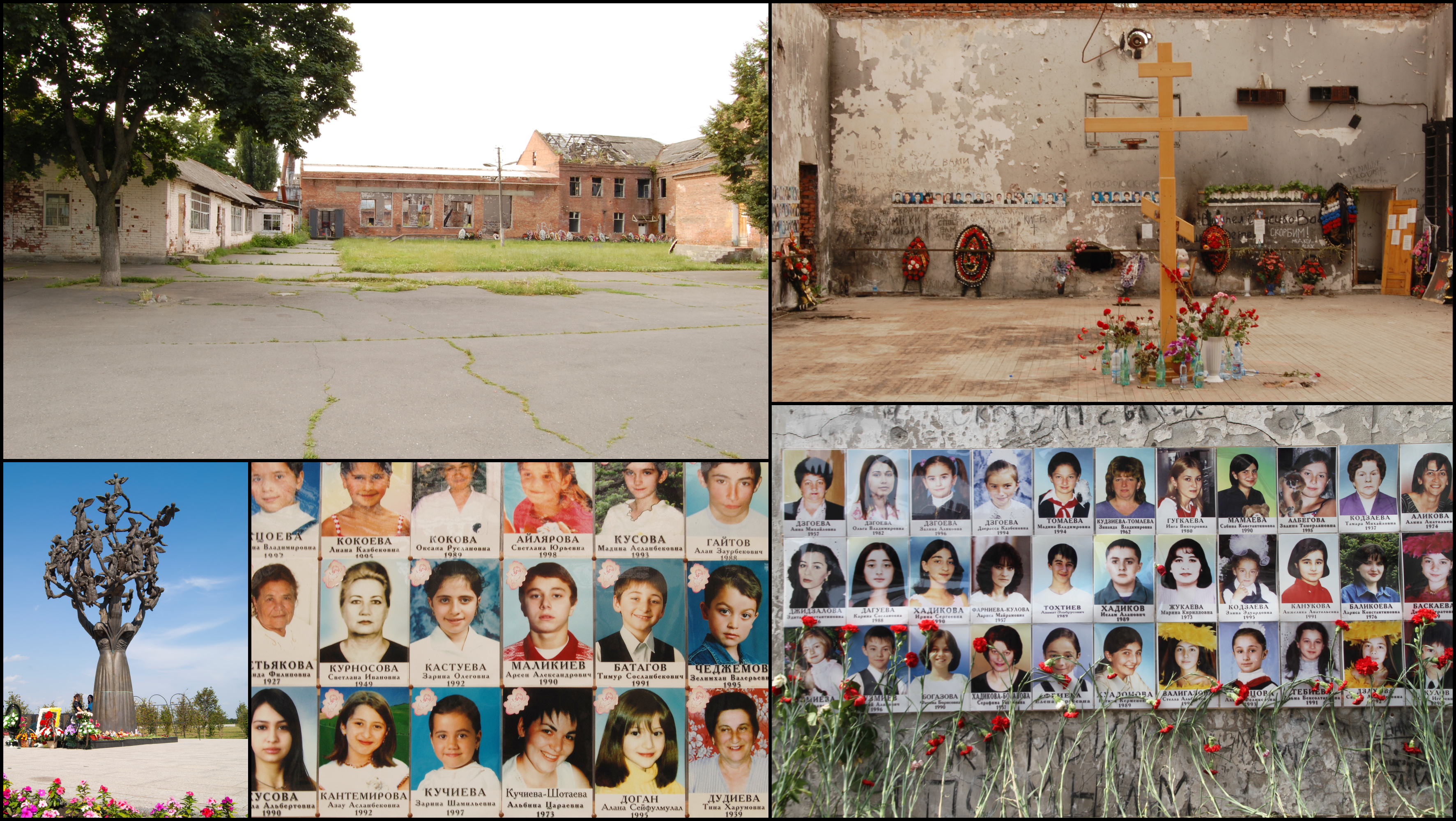
Escola de Beslan, local do massacre de setembro de 2004.

- 2001 — Atentados com aviões sequestrados destroem o World Trade Center e parte do Pentágono.
  - — Início da Guerra do Afeganistão e fim do governo Talibã no país.
- 2002 — Independência de Timor-Leste marca o fim do  Império Global Português que existiu desde 1415.
  - Ocorreu uma tomada do Teatro de Dubrovka em Moscou por grupos terroristas chechenos.
- 2003-2006 — Saddam Hussein é deposto, condenado à morte e executado na forca.
- 2003-2010 — Ocorreu a guerra e a Invasão do Iraque.
- 2004 — O massacre na escola da cidade de Beslan realizado por grupos terroristas que detonaram o local;
  - Morre Yasser Arafat.
  - Após a reeleição de Vladimir Putin, a Chechênia responde à ofensiva russa com o massacre de Beslan.
  - Ocupação do Haiti por tropas de paz do Brasil organizado pela ONU, após conflitos armados espalharem-se pelo país e o presidente Jean-Bertrand Aristide asilar-se na África do Sul.
- 2005 — Morre o papa João Paulo II, sendo sucedido por Bento XVI.
- 2006 — Julgados por crimes contra a humanidade, os ditadores Slobodan Milošević e Augusto Pinochet morrem antes do veredicto.
  - Cisão da Sérvia e Montenegro.
- 2007 — Morre Boris Iéltsin, presidente russo entre 1991 e 1999, o primeiro líder russo da história a ser eleito democraticamente.
- 2008 — Chega ao fim a governo de Fidel Castro em Cuba.
  - Entre 7 e 11 de agosto, ocorre a Guerra da Geórgia contra a Rússia que ficou conhecida como Guerra dos Cinco Dias.
  - Declaração da Independência de Kosovo.
  - A Guerra da Ossétia confirma a nova fase de discórdia entre Estados Unidos e Rússia.
  - Nepal proclama a república, pondo fim a monarquia de 240 anos.[13]
  - O Google lança oficialmente o sistema operacional móvel Android.
- 2009 — Barack Obama toma posse como Presidente dos Estados Unidos em 20 de Janeiro de 2009, sendo o primeiro afrodescendente a ocupar esse cargo.

### Principais líderes mundiais

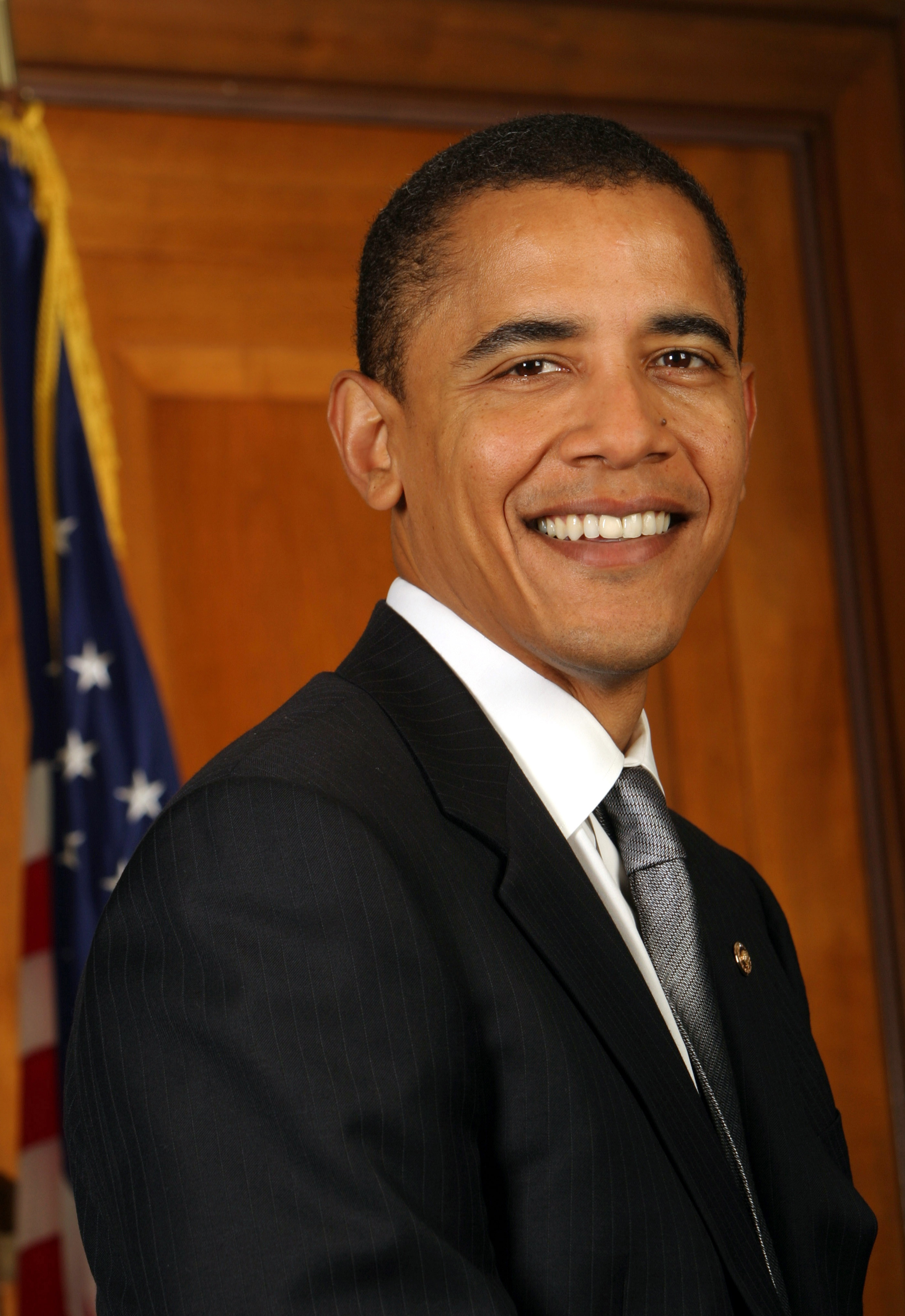
Barack Obama, o primeiro presidente negro da história dos Estados Unidos.

- João Paulo II, papa da Igreja Católica e chefe de estado do Vaticano
- Bento XVI, papa da Igreja Católica e chefe de estado do Vaticano
- George W. Bush, presidente dos Estados Unidos.
- Barack Obama, presidente dos Estados Unidos.
- Bill Clinton, presidente dos Estados Unidos.
- Vladimir Putin, presidente da Rússia.
- Dmitri Medvedev, presidente da Rússia.
- Jiang Zemin, presidente da China.
- Hu Jintao, presidente da China.
- Imperador Akihito, imperador do Japão.
- Rainha Elizabeth II, rainha da Grã-Bretanha.
- Tony Blair, primeiro-ministro da Grã-Bretanha.
- Gordon Brown, primeiro-ministro da Grã-Bretanha.
- Jacques Chirac, presidente da França.
- Nicolas Sarkozy, presidente da França.
- Johannes Rau, presidente da Alemanha.
- Horst Köhler, presidente da Alemanha.
- Gerhard Schröder, chanceler da Alemanha.
- Angela Merkel, chanceler da Alemanha.
- Carlo Ciampi, presidente da Itália.
- Giorgio Napolitano, presidente da Itália.
- Silvio Berlusconi, presidente do conselho de ministros da Itália.
- Romano Prodi, presidente do conselho de ministros da Itália.
- Rei Juan Carlos, rei da Espanha.
- José María Aznar, presidente do governo da Espanha.
- José Luis Rodríguez Zapatero, presidente do governo da Espanha.
- Jorge Sampaio, presidente de Portugal.
- Aníbal Cavaco Silva, presidente de Portugal.
- José Manuel Durão Barroso, primeiro-ministro de Portugal; presidente da Comissão Europeia.
- Recep Tayyip Erdoğan, primeiro-ministro da Turquia.
- Mahathir bin Mohamad, primeiro-Ministro da Malásia.
- Abdullah Ahmad Badawi, primeiro-Ministro da Malásia.
- Ariel Sharon, primeiro-ministro de Israel.
- Ehud Olmert, primeiro-ministro de Israel.
- Hafez al-Assad, presidente da Síria.
- Bashar al-Assad, presidente da Síria.
- Saddam Hussein, presidente do Iraque.
- Mahmoud Ahmadinejad, presidente do Irã.
- Muammar al-Gaddafi, líder da Líbia.
- Yasser Arafat, presidente da Autoridade Palestina.
- Fernando Henrique Cardoso, presidente do Brasil.
- Luiz Inácio Lula da Silva, presidente do Brasil.
- Néstor Kirchner, presidente da Argentina.
- Cristina Kirchner, presidente da Argentina.
- Fernando de la Rúa, presidente da Argentina.
- Hugo Chávez, presidente da Venezuela.
- Jorge Batlle, presidente do Uruguai.
- Tabaré Vázquez, presidente do Uruguai.
- Fidel Castro, presidente de Cuba.
- Raúl Castro, presidente de Cuba.
- Robert Mugabe, presidente do Zimbabwe
- Kim Jong-il, líder supremo da Coreia do Norte
- Kim Dae-Jung, presidente da Coreia do Sul
- Roh Moo-hyun, presidente da Coreia do Sul
- Lee Myung-bak, presidente da Coreia do Sul

### Desastres naturais
- 2003 — 72 210 mortos nas ondas de calor na Europa em 2003.
- 2004 — O sismo e tsunami do Oceano Índico de 2004 foi um terremoto submarino que ocorreu às 00h58min53 UTC de 26 de dezembro de 2004, com epicentro na costa oeste de Sumatra, na Indonésia.
- 2005 — Nos Estados Unidos, ocorre o Furacão Katrina, que matou 1800 pessoas. No Paquistão, um terremoto de magnitude 7,6 na Escala Ricther, tira a vida de mais de 75 mil pessoas.
- 2008 — Em Miamar, ciclone Nargis em 2008 deixou 136 366 mortos. O terremoto de Sichuan, na China, com 87 476 vítimas mortais.

### Saúde pública
No final da década, o mundo se depara com a 1ª pandemia do terceiro milênio: A Gripe A, além do SARS e da Gripe aviária.

## Ciência
- Concluído o Projeto Genoma.

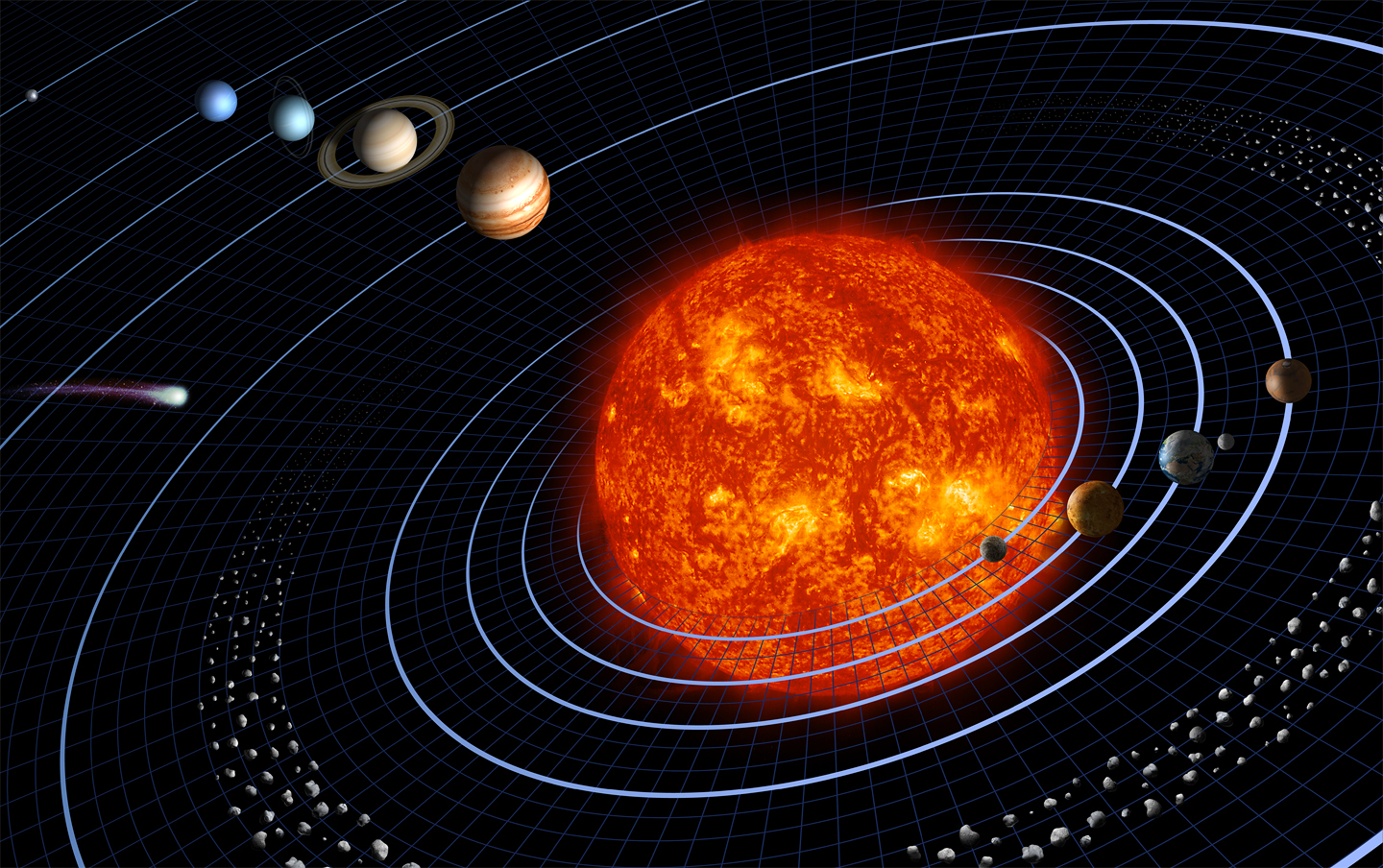
O sistema solar é reformulado.

- O Sistema Solar tem a classificação de corpos celestes reformulada. Os planetas principais voltaram a ser oito, e foi criada a nova categoria dos planetas anões, na qual foi incluído Plutão e outros corpos celestes, como Ceres e alguns descobertos nessa mesma década, como Éris, Mememake e Haumea.
- Exoplanetas começam a ser detectados em grande número.
- Descoberto Gliese 581 c, o primeiro planeta possivelmente habitável fora do sistema solar.
- NASA confirma a existência de água congelada em Marte e na Lua.
- A nave Voyager 1 chega à heliopausa e ultrapassa os limites do sistema solar.
- Descoberto o fóssil Ardipithecus, em 2009, o mais antigo hominídeo descoberto até os dias de hoje, e o fóssil Darwinius masillae, chamada de a "tia da humanidade"
- Polêmica envolvendo uma suposta manipulação de dados climáticos pelo IPCC, pela poluição causada pela pecuária, por um suposto Esfriamento global e por cientistas que negam a existência do Aquecimento Global.
- Inicia-se o funcionamento do Grande Colisor de Hádrons, na fronteira da França e da Suíça. Em 2012, a partícula Bóson de Higgs finalmente foi descoberta e no ano seguinte François Englert  e Peter Higgs ganharam o Prêmio Nobel de Física de 2013.
- Equipe de paleontologia da ULBRA descobre o dinossauro mais antigo encontrado até atualmente, no Rio Grande do Sul. [carece de fontes?]

## Tecnologia

### Internet

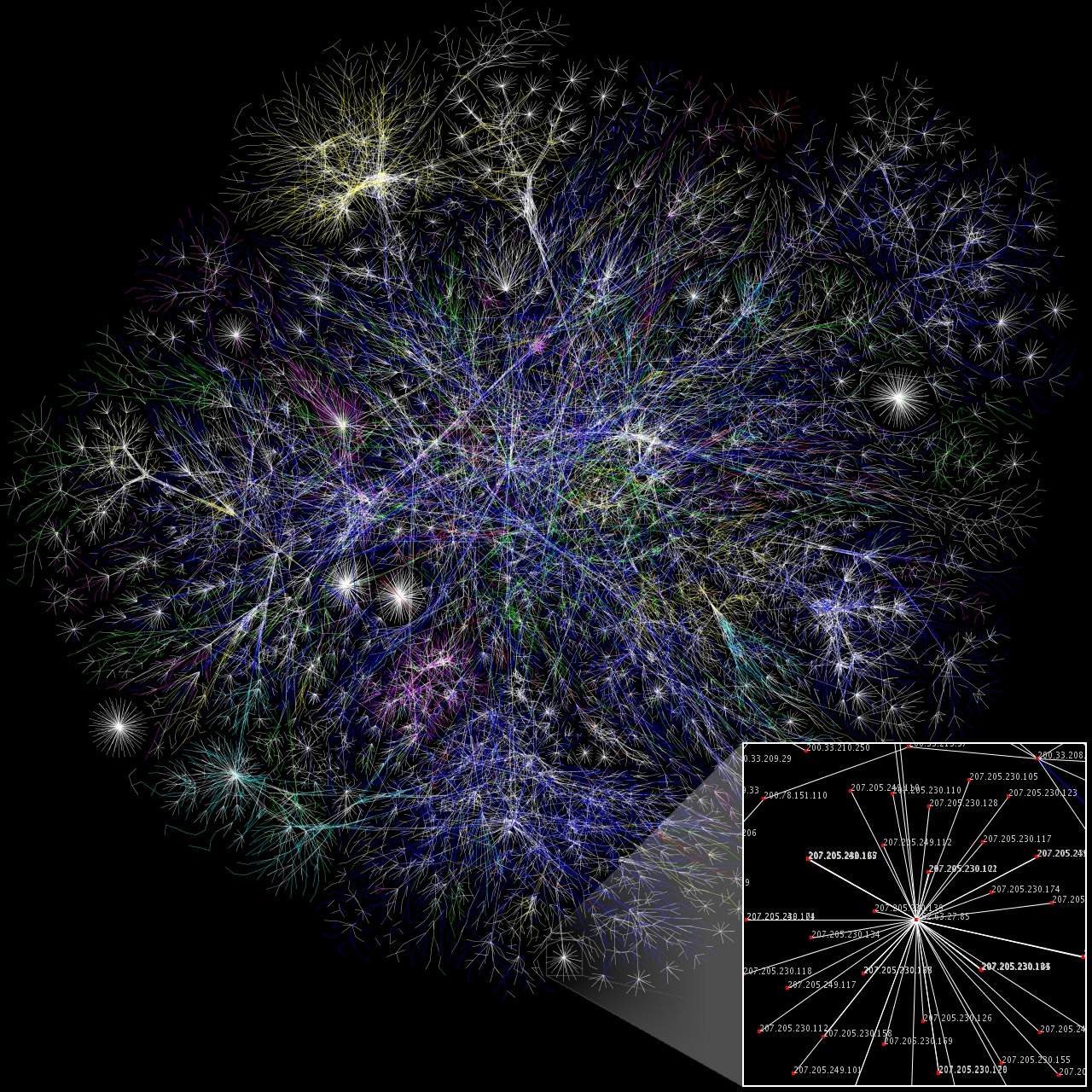
Visualização gráfica de várias rotas em uma porção da Internet mostrando a escalabilidade da rede.

Windows eXPerience. Em 2001 a Microsoft anuncia seu novo sistema operacional, e com ele o fim do MS-DOS.

Nesta década a partir de meados, a Internet se consolida como veículo de comunicação em massa e armazenagem de informações, principalmente após a fase da World Wide Web e a Globalização da informação atinge um nível sem precedentes históricos. A diminuição dos preços de acesso e as conexões de banda larga, que substituíram as conexões discadas da década anterior, permitiram que as pessoas passassem mais tempo na Internet e possibilitaram não somente o acesso a informações, mas também a transferência de vídeo, áudio e softwares. Recursos da Internet como as redes sociais, a comunicação por mensagens instantâneas, a tecnologia VoIP e o comércio eletrônico modificaram em grande extensão a maneira como as pessoas se relacionam entre si, tanto em nível pessoal quanto em nível profissional.
Ainda no âmbito da internet, a Wikipédia foi formalmente lançada em janeiro de 2001, como uma única edição em inglês em www.wikipedia.com

### Convergência de Mídias
Ainda dentro do âmbito tecnológico, começa a ocorrer o fenômeno de convergência de mídias, ou seja, dispositivos usados para gravar dados e arquivos de mídia nos computadores passam a ser utilizados também em outros equipamentos, como aparelhos de som e reprodutores de mídia (sucessores do videocassete). Destaques:
- Cresce a popularização da banda larga, substituindo gradualmente a conexão discada à Internet.
- Popularização de troca de arquivos através do sistema peer-to-peer.
- O Bluetooth faz crescer o conceito de rede sem fio.
- Microsoft lança o Windows XP (em 2001), o Windows Vista (em 2007) e o Windows Seven (em 2009), e também o Microsoft Office 2003, e o Microsoft Office 2007.
- Surge o conceito de computação nas nuvens.
- Canonical lança o Ubuntu, primeira distribuição Linux abertamente voltada para o usuário comum de desktop.
- Lançado o pacote OpenOffice.org, suíte de escritório gratuita de código livre, competindo com o Microsoft Office.
- Apple renova seus paradigmas tecnológicos, lançando o Mac OS X e computadores com chip da Intel.
- Surge o Blu-ray como tecnologia sucessora do DVD.
- Surge a tecnologia de telefonia via Internet (VoIP), com o Skype
- O disquete cai em desuso, sendo substituído pelo CD-R, DVD, pen-drive e o ressurgimento dos cartões-de-memória. [carece de fontes?]
- A Apple Inc. lança o iPod em 2001 e o iPhone em 2007, revolucionando o mercado de MP3 players e celulares.
- Surgem na Internet as redes sociais como o LinkedIn, Orkut, Facebook, MySpace, hi5 e Twitter.
- Introduzida a Wikipedia.
- MP3 Players, MP4 Players, Celular, Desktops, Laptops e Câmera digital se tornam extremamente populares.
- Google lança o Google Earth e posteriormente o Google Maps seguido do Google Street View.
- Popularização do conceito de compartilhamento de vídeos, em especial pelo site YouTube.
- Massificação dos serviços de mensagens instantâneas, como o MSN, em relação ao ICQ.
- Aplicativos comuns de desktop passam gradualmente a ser fornecidos online;
- Lançamento dos navegadores Safari, Mozilla Firefox e Google Chrome.
- Lançamento da página de vídeos em 2005 Youtube, que popularizou o compartilhamento de vídeos na Internet.

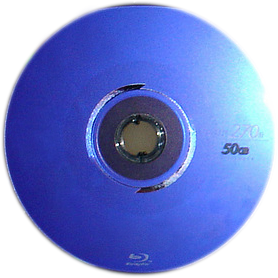
Blu-ray vem em substituição ao DVD, em detrimento do HD DVD.
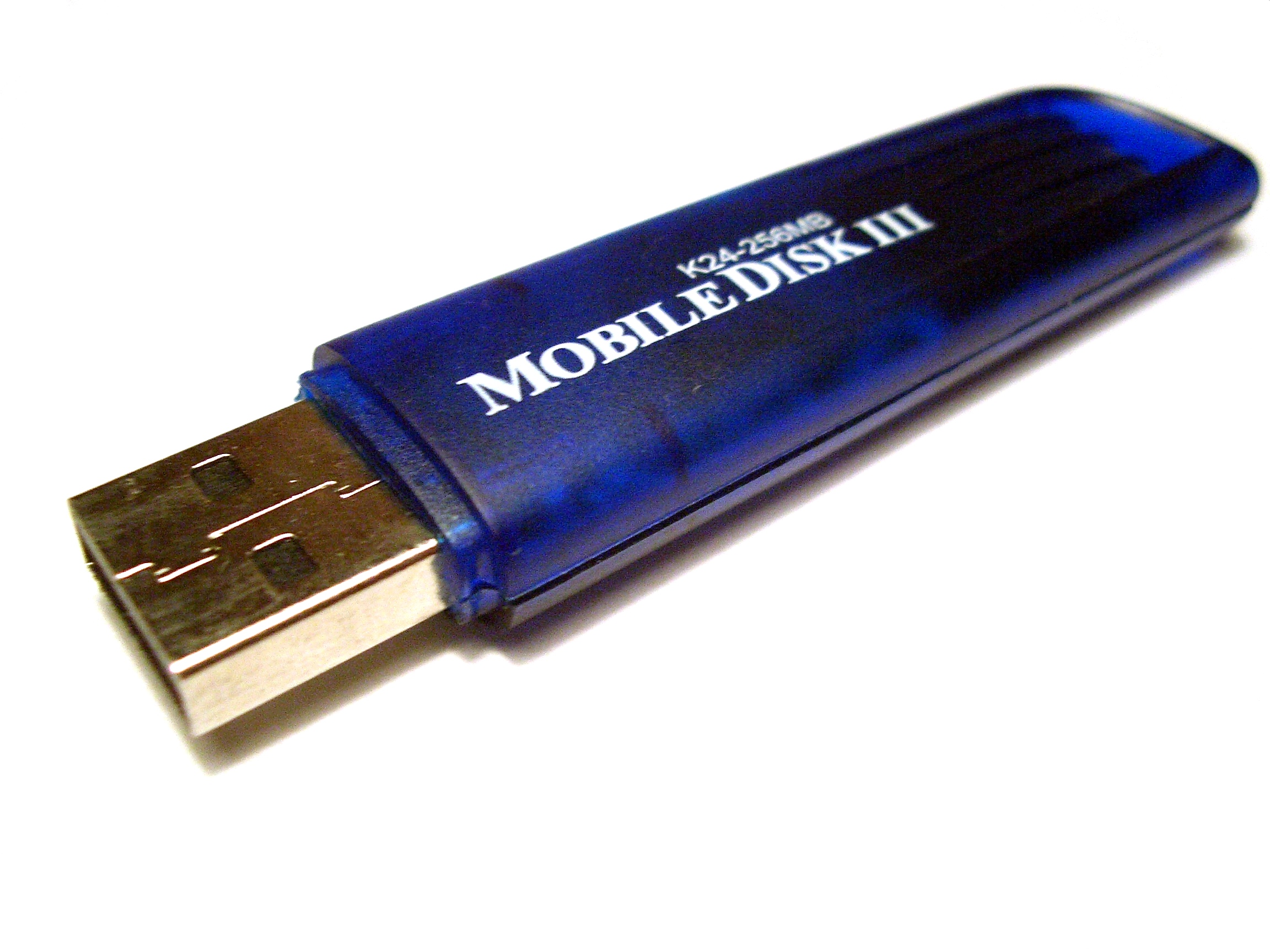
Pen-drive substitui o disquete como armazenamento de dados.
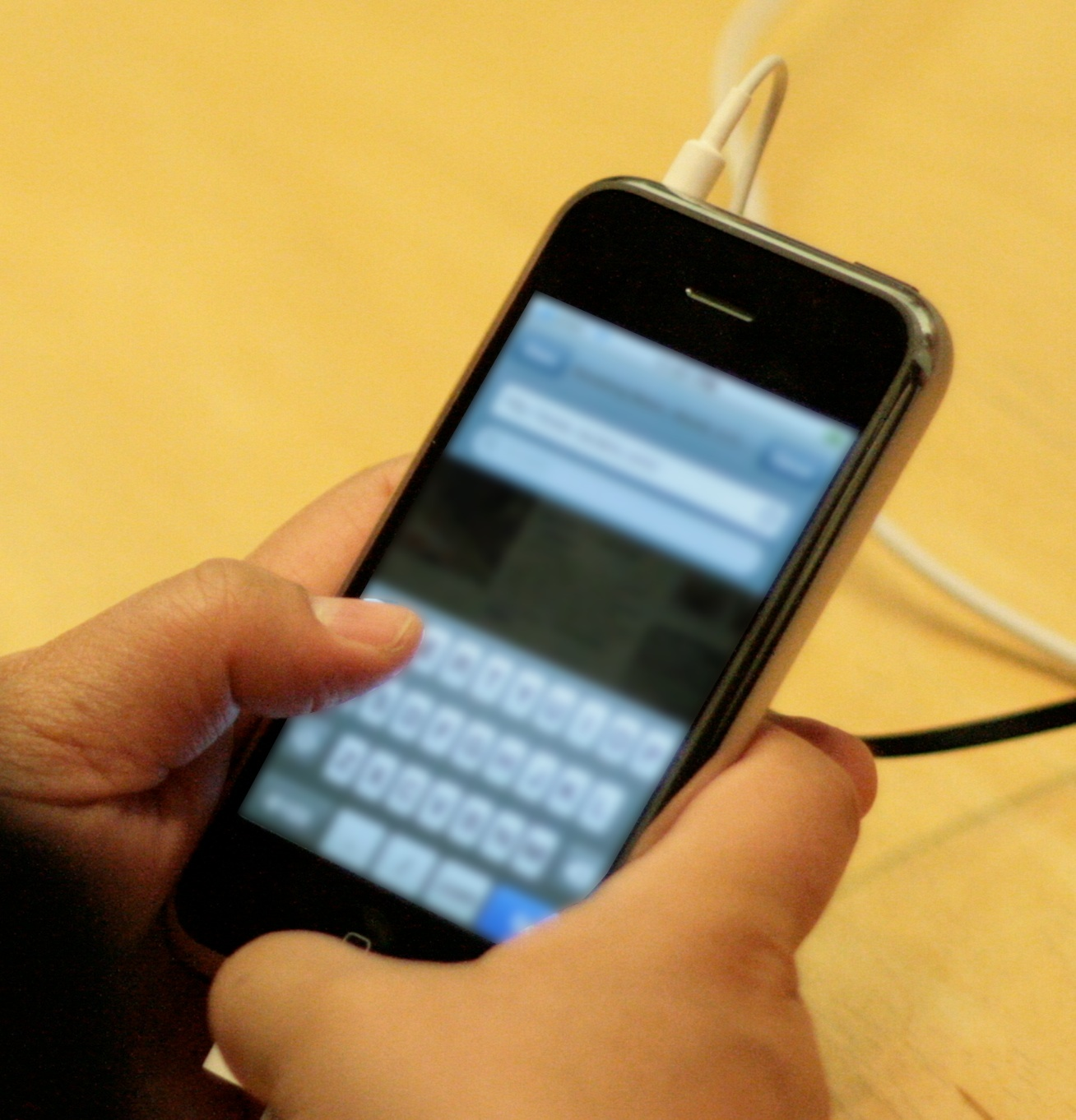
O iPhone revoluciona os smartphones.

Já no final da década, os tubos de raios catódicos deixaram de ser fabricados para televisores e monitores de computador, dando lugar à tela de plasma e o LCD. O formato padrão das novas telas fabricadas também mudou, de 4:3 (aproximadamente quadrado) para 16:9 (retangular, ou widescreen).

## Religião
Pontificado de Bento XVI
A década marca ainda o fim do pontificado de João Paulo II, o terceiro mais longo da História, com sua morte em 2 de abril de 2005. O conclave elege em seu lugar em 19 de abril o alemão Joseph Ratzinger, Prefeito da Congregação para a Doutrina da Fé, que toma o nome de Bento XVI, tornando-se o 265º Papa. Até o fim da década, Bento XVI publica três encíclicas e um livro, e visita quinze países, nos cinco continentes. Permite mais amplo uso do Missal romano de 1962 e determina a criação de ordinariatos pessoais para acolher os anglicanos que convertem-se ao Catolicismo.
Devido aos ataques de 11 de setembro, cresce a islamofobia nos países do ocidente.
Surge o movimento de neoateísmo promovido principalmente por nomes como Richard Dawkins, Daniel Dennett, Sam Harris e Christopher Hitchens e algumas organizações como Freedom From Religion Foundation, American Atheists, Camp Quest e a Rational Response Squad.

## Esportes

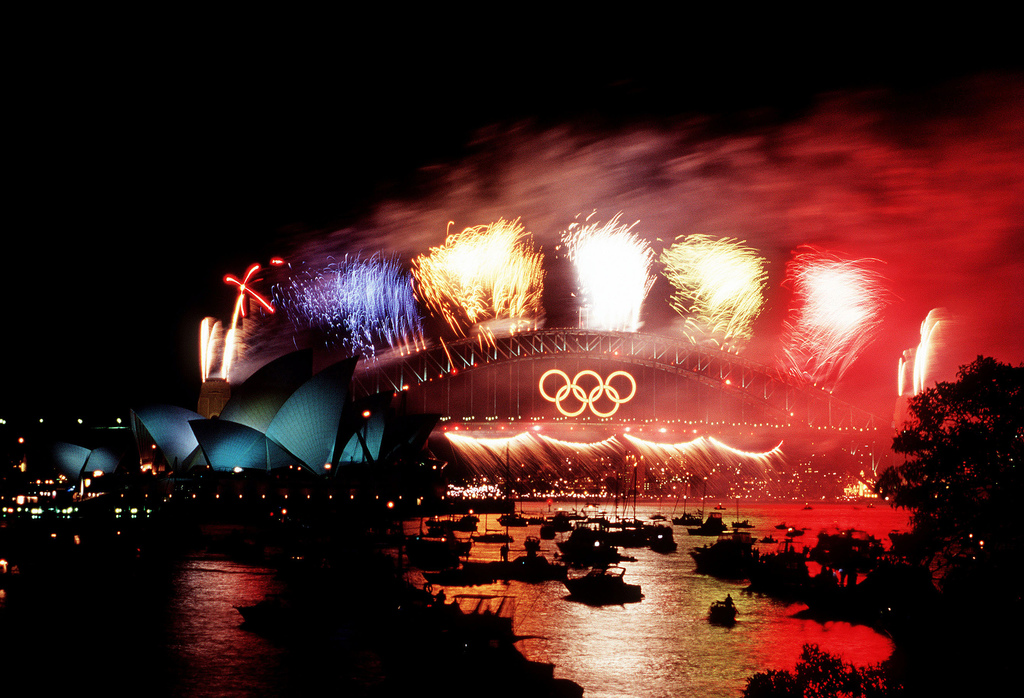
Encerramento das Olimpíadas de Sydney.

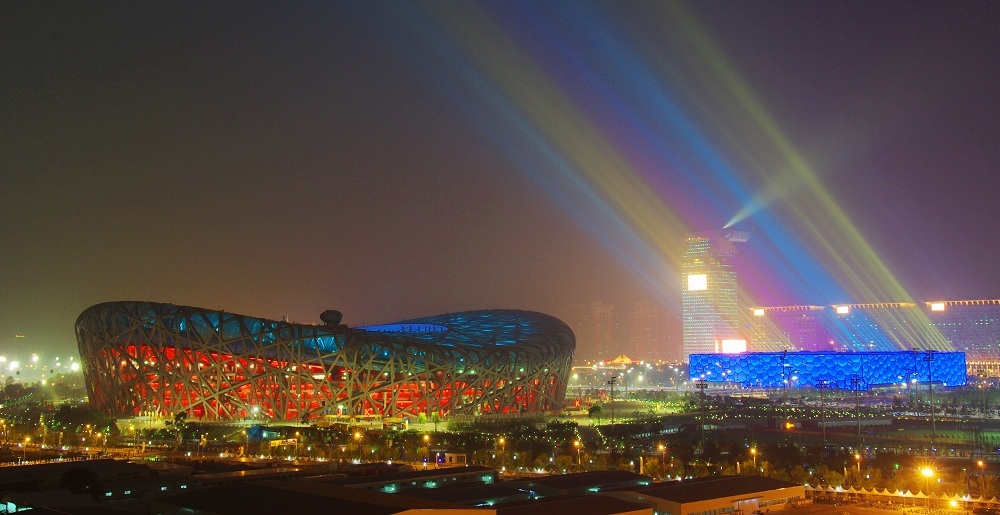
Parte da região do Olympic Green à noite. Em destaque os edifícios do Estádio Nacional e do Centro Aquático Nacional de Pequim, palcos dos Jogos Olímpicos de Verão de 2008.

- 2001 — A Seleção Francesa de Futebol é campeã da Copa das Confederações.
- 2002 — Jogos Olímpicos de Inverno de 2002, em Salt Lake City, Estados Unidos. Em 30 de Junho, o Brasil torna-se pentacampeão mundial de futebol, na Copa sediada no Japão e na Coreia do Sul. Em Agosto, a cidade do Rio de Janeiro é escolhida para sediar os Jogos Pan-americanos de 2007.
- 2003 — Jogos Pan-americanos de 2003 em Santo Domingo, República Dominicana. A Seleção Francesa de Futebol é bicampeã da Copa das Confederações. Ocorre a Copa do Mundo de Futebol Feminino nos Estados Unidos, com a vitória da seleção alemã.
- 2004 — Campeonato Europeu de Futebol 2004 em Portugal e os Jogos Olímpicos de Verão de 2004, em Atenas,Grécia.
- 2005 — A Seleção Brasileira de Futebol é bicampeã da Copa das Confederações.
- 2006 — Jogos Olímpicos de Inverno de 2006, em Turim, Itália. A Seleção Italiana de Futebol torna-se tetracampeã mundial de futebol, na Copa sediada na Alemanha.
- 2007 — Jogos Pan-americanos de 2007, na cidade do Rio de Janeiro, Brasil. Ocorre a Copa do Mundo de Futebol Feminino na China, em que a seleção alemã se torna bicampeã.
- 2008 — Jogos Olímpicos de Verão de 2008, em Pequim, China.
- 2009 — A Seleção Brasileira de Futebol é tricampeã da Copa das Confederações na África do Sul. Cristiano Ronaldo, Kaká e outros jogadores despontam no cenário internacional.

| Ano  | Evento                            | Local                                    | Campeão              |
| ---- | --------------------------------- | ---------------------------------------- | -------------------- |
| 2001 | 40ª Copa América                  | Colômbia                                 | Colômbia (1º título) |
| 2001 | 5ª Copa das Confederações         | Japão e Coreia do Sul                    | França (1º título)   |
| 2002 | 17ª Copa do Mundo FIFA            | Japão e Coreia do Sul                    | Brasil (5º título)   |
| 2002 | 23ª Copa das Nações Africanas     | Mali                                     | Camarões (4º título) |
| 2003 | 6ª Copa das Confederações         | França                                   | França (2º título)   |
| 2004 | 12º Campeonato Europeu de Futebol | Portugal                                 | Grécia (1º título)   |
| 2004 | 41ª Copa América                  | Peru                                     | Brasil (7º título)   |
| 2004 | 24ª Copa das Nações Africanas     | Tunísia                                  | Tunísia (1º título)  |
| 2004 | 13ª Copa da Ásia                  | China                                    | Japão (3º título)    |
| 2005 | 7ª Copa das Confederações         | Alemanha                                 | Brasil (2º título)   |
| 2006 | 18ª Copa do Mundo FIFA            | Alemanha                                 | Itália (4º título)   |
| 2006 | 25ª Copa das Nações Africanas     | Egito                                    | Egito (5º título)    |
| 2007 | 42ª Copa América                  | Venezuela                                | Brasil (8º título)   |
| 2007 | 14ª Copa da Ásia                  | Indonésia, Malásia, Tailândia e Vietname | Iraque (1º título)   |
| 2008 | 13º Campeonato Eurpoeu de Futebol | Áustria e Suíça                          | Espanha (2º título)  |
| 2008 | 26ª Copa das Nações Africanas     | Gana                                     | Egito (6º título)    |
| 2009 | 8ª Copa das Confederações         | África do Sul                            | Brasil (3º título)   |

## Cultura

### Arquitetura
Tem se destaque neofuturismo, um movimento de vanguarda que é um repensar futurista da estética e funcionalidade de cidades em rápido crescimento. A industrialização que começou em todo o mundo após o fim da Segunda Guerra Mundial deu origem a novas correntes de pensamento na vida, na arte e na arquitetura, levando ao pós-modernismo, ao neomodernismo e ao neofuturismo.
Nos países ocidentais, a arquitetura futurista evoluiu para o Art Deco, o movimento Googie, a arquitetura de alta tecnologia, e finalmente para o neofuturismo.
Conclusão do Burj Khalifa Bin Zayid (árabe: برج خليفة; "Torre de Khalifa"), anteriormente conhecido como Burj Dubai, é um arranha-céu localizado em Dubai, nos Emirados Árabes Unidos, sendo a maior estrutura e, consequentemente, o maior arranha-céu já construído pelo homem, com 828 metros de altura. Sua construção começou em 21 de Setembro de 2004 e foi inaugurado no dia 4 de janeiro de 2010. Foi rebatizada devido ao empréstimo feito por Khalifa bin Zayed Al Nahyan, xeque do emirado de Abu Dhabi

### Artes
Nas artes, tendências ligadas a pós-modernidade continuam se manifestando na medida em que suportes como o happening, a instalação, o vídeo, a "arte digital" entre outros mantém-se na ordem do dia de Bienais e mostras internacionais, ainda que desde a década de 1980 os suportes tradicionais tenham sido revitalizados. Na música erudita, coexistem duas tendências: uma, de valorização do tradicional em detrimento do experimentalismo, renovando as formas consagradas até o Romantismo, o que pode ser verificado pelas obras mais recentes de compositores consagrados como Penderecki e Arvo Pärt, que readotaram o tonalismo; a outra, de continuidade e desenvolvimento do experimentalismo do século XX, como ocorre nos trabalhos de John Adams, Philip Glass, entre outros.

### Cinema
- Continua nesta década o lançamento de filmes para jovens, incluindo seis exemplares da série Harry Potter, Crepúsculo (que popularizou um novo tipo de vampiros), Marley & Eu, O Menino do Pijama Listrado e O Senhor dos Anéis, que se tornou um dos maiores sucessos cinematográficos da história, acumulando bilhões de dólares em todo o mundo e críticas positivas, sendo a prova os 17 Óscares ganhos em apenas três filmes lançados; foi também mostrado a prequela da saga Star Wars.
- A Disney traz de volta os musicais com High School Musical (1, 2 e 3), lançando novos astros como Zac Efron, Vanessa Hudgens e Ashley Tisdale e acumulando milhões em produtos e com fãs em todo o mundo.
- O gênero de filmes de super-heróis experimenta uma renovação e intenso interesse em toda a década de 2000. Com altas vendas de ingressos e DVD, vários novos filmes de super-heróis foram lançados a cada ano. As franquias X-Men, Batman e Homem-Aranha foram particularmente proeminentes, e outros filmes notáveis no gênero podem se incluir Demolidor - O Homem sem Medo (2003), A Liga Extraordinária (2003), Hulk (2003), Hellboy (2004), Quarteto Fantástico (2005), Homem de Ferro (2008), O incrível Hulk (2008) e Watchmen (2009)
- As animações computadorizadas ganham bastante destaque. Esses tipos de filme surgiram originalmente na década anterior e foram vistos pela primeira vez através da famosa saga Toy Story e FormiguinhaZ. Contudo, o gênero só tornou-se definitivamente popular em 2001, com o surgimento da franquia Shrek, a animação de maior sucesso na década. Entre outros filmes CGI (computer-generated imagery) populares estão Happy Feet, The Polar Express, Procurando Nemo, Madagascar, A Era do Gelo, Surf's Up, Kung Fu Panda, Monsters vs. Aliens, Bee Movie, Bolt, Horton e o Mundo dos Quem, Jimmy Neutron — O Menino Gênio, Os Incríveis, Monstros, S.A., Cloudy with a Chance of Meatballs, Os Fantasmas de Scrooge, Ratatouille e Up (que tornou-se a segunda animação a receber uma indicação ao Oscar de Melhor Filme).
- O filme Transformers baseado na série de desenho e brinquedos Transformers: Transformers: A vingança dos Derrotados em 2009 e a série continuou na década seguinte.
- O cinema em 3D fica mais popular e acessível.
- O filme Avatar é lançado e se torna um recorde de bilheteria; foi considerado um filme revolucionário devido aos seus efeitos especiais.
- Lindsay Lohan estrela Meninas Malvadas, filme que definiu toda uma geração de adolescentes dos anos 2000.
- Filmes como As Branquelas, Meninas Malvadas, Click, Escola do Rock, Norbit, Penetras Bons de Bico, Borat — O Segundo Melhor Repórter do Glorioso País Cazaquistão Viaja à América, O Virgem de 40 Anos, Se Beber, Não Case e a franquias Vovó... Zona, Todo Mundo em Pânico e  Legalmente Loira se tornam comédias de grande sucesso no cinema.
- Depois de sucessos como Central do Brasil e O Auto da Compadecida, o cinema entra nos anos 2000 sem muitos destaques. Mesmo assim longas como  Tropa de Elite, Lisbela e o Prisioneiro, Sexo, Amor e Traição, Show de Verão, Trair e Coçar e só Começar e Xuxa Requebra quebram recordes de bilheteria, alguns ganhando prêmios internacionais. No final da década o cinema brasileiro reage principalmente no gênero comédia com Qualquer Gato Vira-Lata e Cilada.com.

### Diversão eletrônica

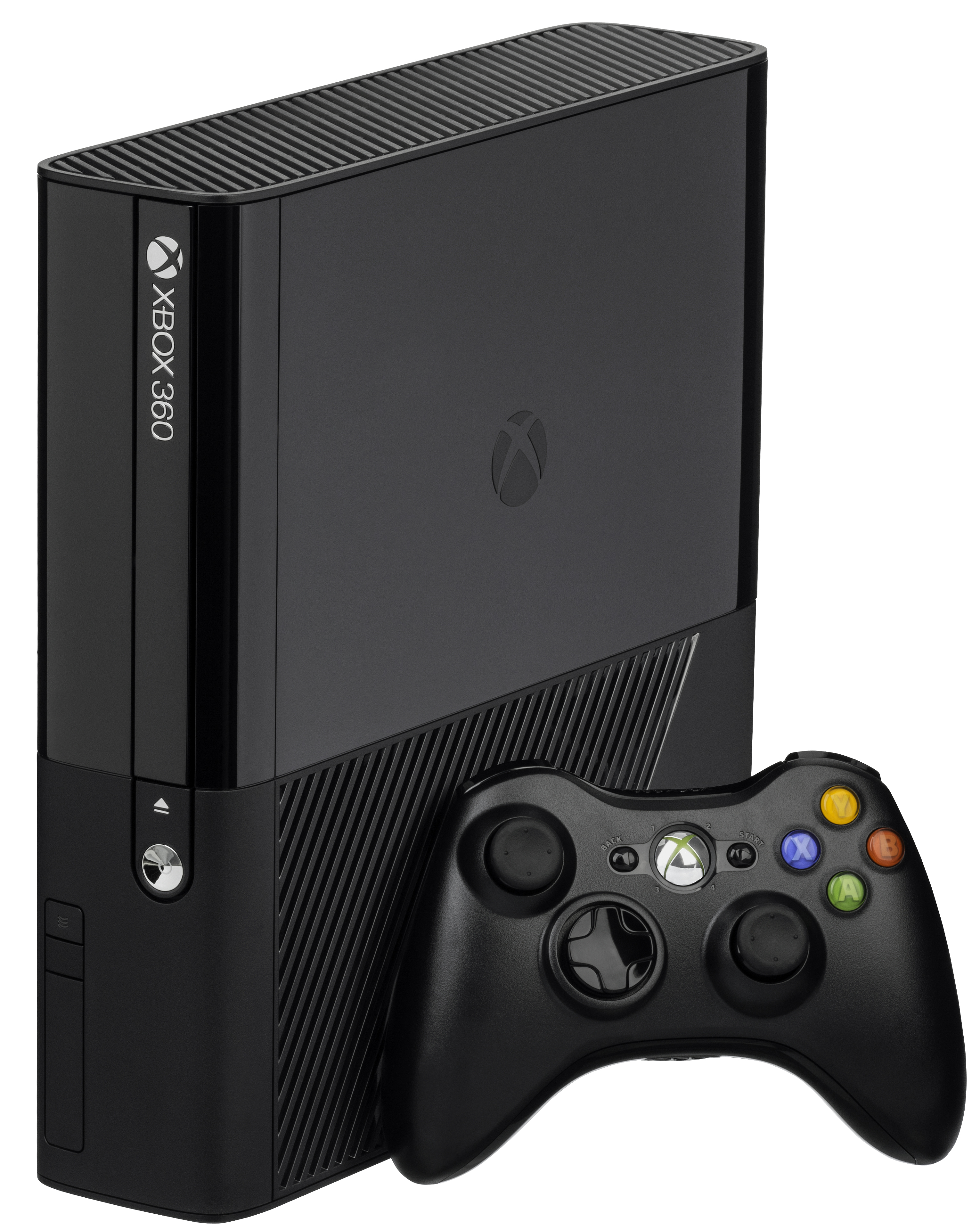
Xbox 360

- A indústria dos jogos eletrônicos desbanca Hollywood, assumindo em alguns momentos o posto de indústria do entretenimento mais cara, sofisticada e lucrativa.
- Os jogos eletrônicos começam a ser encarados como um tipo de arte, com alguns como Bioshock ganhando prêmios em revistas e publicações de diferentes ramos artísticos.
- Nascimento dos jogos que envolvem a união familiar e exercícios físicos, através do console de mesa Wii e do acessório Wiifit da Nintendo.
- Com o avanço da internet, os MMORPG (Massive Multiplayer Online Role-Playing Game) se tornam uma febre.
- Lançados os consoles de Sexta Geração: PlayStation 2 da Sony em 2000, Xbox da Microsoft e Game Cube da Nintendo em 2001. Essa sexta geração é marcada pela entrada da gigante americana Microsoft no mercado dos videogames, bem como pelo fato de ser a última geração de aparelhos na qual a Sega ainda atuava na área de consoles. Atualmente, a empresa japonesa atua apenas na área de jogos eletrônicos.
- Lançados os consoles de Sétima Geração: Xbox 360 da Microsoft em 2005, Wii da Nintendo em 2006 e PlayStation 3 da Sony no ano de 2007. Nesta geração a Nintendo consegue ampliar de modo considerável sua participação no mercado com seu Nintendo Wii
- Ascensão dos portáteis como plataforma popular de jogos.

### Moda
- Na Década de 2000 a moda foi se simplificando, tendo como símbolo as blusas de cor única e cabelos onde o liso reinava. A maior inspiração para moda desta década provém dos anos 1970.
- É lançada a moda das calças "saint-tropez" (de cintura baixa).
- As calças "boca-de-sino","baggy" e "boot-cut" dominaram os guarda-roupas dos jovens e adultos durante toda a década, além de all-stars e óculos de lentes coloridas, que também se tornam sucesso entre o público adolescente.
- No público feminino, a moda foi adquirindo inspirações de 30 e 20 anos atrás, firmando-se como uma década bem eclética em questão de vestimentas. Dos anos 1970, voltaram: As famosas calças boca-de-sino de cinturas baixíssimas — que eram usadas muitas vezes com tops curtíssimos e baby looks, mostrando boa parte do abdômen -, cintos grandes e largos, cabelos alisados, maquiagens minimalistas, sapatos e botas de plataforma, tamancos, gloss (com ou sem glitter), boinas, braceletes; brincos de argola e blusas de frente única. Dos anos 1980, os famosos sapatos de bico e saltos finos, bandanas e vestidos mais justos e curtos reapareceram. Novas tendências ganham vida, como calças cargo bastante largas ou em estilo militar, conjuntos de moletom, saias assimétricas, blusas com decote em "v", vestidos baby doll, pulseiras de cristal swarovski, cabelos com mechas fortíssimas, piercing no umbigo e até gravatas para as mais despojadas.
- No público masculino, os estilos surfista, hippie e punk rock eram os mais notórios. Entre as peças mais utilizadas estavam os camisões praianos — estampados ou de uma única cor -, óculos de surf, acessórios metálicos, bonés von dutch, camisas cacharrel de gola alta, calças de cintura baixa muito largas (com ou sem correntes) e sapatos esportivos dos mais diversos tipos e cores. Cabelos sem corte definido, espetados e o estilo moicano (usados muitas vezes com luzes) eram bastante comuns.
- No final da década, a moda entra num momento retrô, rebuscando tendências dos anos 1980, e a da primeira metade dos anos 1990. Esses estilos tomariam mais força e se tornariam símbolo da década seguinte.

### Música

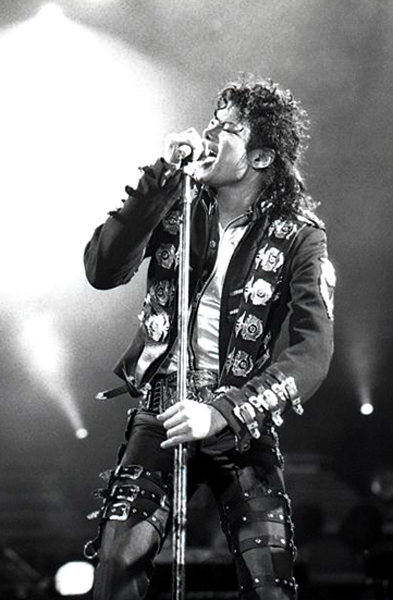
Michael Jackson morre em 25 de junho de 2009.

- No dia 25 de Junho de 2009 morre o cantor Michael Jackson
- No ano de 2002 desponta no cenário musical a cantora canadense Avril Lavigne vendendo a marca de 5 milhões do álbum Let Go mais tarde atingindo a marca de 20 milhões de cópias mundialmente.
- Em 2003 a cantora Amy Winehouse começa a fazer sucesso em Camdem (terra natal), e logo após torna-se um grande sucesso mundialmente.
- O gênero nu metal, se populariza nos anos 2000, com o sucesso do Linkin Park, Evanescence, Slipknot, Korn, Limp Bizkit, Papa Roach, entre outras bandas.
- Houve um grande sucesso da house music, tanto em sua forma mais pura quanto na segunda metade da década, em suas formas mais eletrônicas e comerciais com gêneros como electro house e tech-house.
- O teen pop entra em crise, e os fãs do gênero viram sua então maior expoente, Britney Spears, amadurecer artisticamente. Após abrir a década com dois discos recordistas em vendas, Oops!...I Did It Again (mais exclusivamente voltado ao público adolescente) e Britney (marcando sua transição para o adult pop), a cantora trouxe álbuns como In The Zone, Blackout (considerado pela crítica especializada um dos melhores álbuns da década) e Circus, que representaram uma nova fase sonora e decisiva em sua carreira, tornando-a uma artista de enorme impacto e influência mundial para a cultura pop.
- O R&B continua a ser muito bem-sucedido graças a artistas como Mariah Carey, Chris Brown, Ne-Yo, Usher, Beyoncé, Alicia Keys e Rihanna.
- A partir de 2000, o rap está novamente em voga, que é dirigido por artistas como Eminem e 50 Cent.
- Rock alternativo evolui e encontra grandes artistas como o Muse, o U2, Depeche Mode e Foo Fighters (sendo as três últimas bandas famosas desde as décadas de 80 e 90).
- Nos anos 2000 o mundo assistiu o sucesso de Coldplay com seu primeiro álbum, Parachutes, e principalmente o segundo, A Rush Of Blood To The Head, que vendeu mais de 20 milhões de cópias. Mais dois seguiram no decurso da década, consolidando a banda britânica como um dos conjuntos de música mais bem-sucedidos do século XXI.
- O Radiohead de Thom Yorke vive no início da década um momento muito positivo, criando Amnesiac, In Rainbows e especialmente Kid A, sendo o último considerado pela prestigiada revista Rolling Stone como o melhor álbum da década. Outra banda da paisagem britânica, o Oasis (já famosa desde os anos 1990) retorna as paradas de sucesso no meio da década com o álbum Do not Believe the Truth, que vende 8 milhões de cópias, resultando em uma grande turnê mundial, que acaba por ser uma das mais bem sucedidas da década.
- O gênero soul-pop dos anos sessenta também volta ao mainstream, especialmente após o grande sucesso internacional de Amy Winehouse, seguido de novos nomes como Joss Stone e Adele.
- Na Europa, o indie rock se espalha, e de fato cresce a popularidade de grupos como Kaiser Chiefs, White Stripes, Arctic Monkeys e Strokes, My Chemical Romance e Tokio Hotel.
- Nos últimos anos, realizaram-se inúmeras reuniões entre bandas veteranas muito bem-sucedidas, com shows e turnês especiais de grupos como Duran Duran, Take That, Led Zeppelin, Pink Floyd, The Police, Genesis, Spice Girls, AC/DC e o retorno da formação histórica do Iron Maiden.
- O clipe de "Single Ladies (Put a Ring on It)" de Beyoncé faz enorme sucesso e é considerado o primeiro viral de dança da era da internet.[27]
- Nos últimos anos da década surgem no cenário musical as cantoras pop Katy Perry e Lady Gaga.

### Televisão
- Em junho de 2000, a TV Globo estreia a telenovela "Laços de Família", de Manoel Carlos. A trama, que abordava a leucemia por meio da personagem "Camila" - interpretada por Carolina Dieckmann -, foi responsável por alavancaros índices de doação de médula óssea no Brasil.
- Em outubro de 2001, estreia na TV Globo a novela de Gloria Perez, "O Clone", considerada uma das novelas de maior impacto da história da teledramaturgia brasileira.
- Popularização da TV por assinatura.
- Em fevereiro de 2003, estreia na TV Globo a telenovela "Mulheres Apaixonadas", de Manoel Carlos. A trama, que contava com diversas abordagens sociais, influenciou a aprovação de três leis: Estatuto do Desarmamento, Lei Maria da Penha e do Estatuto do Idoso - por conta deste último, quando a novela ainda estava no ar, a atriz Regiane Alves foi a Brasília a convite do então senador José Sarney para participar do lançamento do selo Cidade Amiga da Terceira Idade.
- Em janeiro 2004, estraia a novela "Da Cor do Pecado", de João Emanuel Carneiro, com Taís Araújo interpretando a protagonista "Preta", sendo a primeira protagonista negra de uma telenovela da TV Globo.
- Em outubro de 2004, estraia na TV Record a novela A Escrava Isaura, escrita por Tiago Santiago e baseada no romance homônimo de Bernardo Guimarães. Marcou a retomada da teledramaturgia da emissora naquele ano, se tornando o programa de maior sucesso do canal até então.
- Exibida entre os anos de 2004 e 2005 pela TV Globo, a telenovela "Senhora do Destino", de Aguinaldo Silva termina com 50 pontos de média geral, sendo a maior audiência em média geral de uma novela brasileira no milênio.
- No dia 4 de novembro de 2005, a novela de Gloria Perez, "América", exibida pela TV Globo, marca em seu último capítulo 68 pontos de audiência, com picos na casa dos 70 pontos, se tornando a maior audiência de um capítulo de uma telenovela brasileira no milênio até os dias de hoje.
- No dia 7 de julho de 2006, a TV Globo levava ao ar o último capítulo da telenovela "Belíssima", de Silvio de Abreu. O capítulo derradeiro da trama teve média de 60 pontos, sendo a última vez que uma novela brasileira chegou nesta posição de dezenas, em audiência.
- A TV digital é implantada no Brasil, apesar de ser facultativa até 2016.
- Em 1 de outubro de 2007, estreia a novela "Dance Dance Dance", de Yoya Wursch, exibida pela Band, sendo a primeira telenovela brasileira gravada e exibida em HD. No mesmo dia, a TV Globo estreia a novela "Duas Caras", de Aguinaldo Silva, como a primeira novela da emissora a usar e ir ao ar com a mesma tecnologia.
- Em 2009, estreia a novela "Caminho das Índias", de Gloria Perez, no horário nobre na TV Globo. Foi a primeira novela a ganhar o prêmio da categoria Melhor Telenovela do Prémio Emmy Internacional.
- A escocesa Susan Boyle torna-se mundialmente conhecida após participar do reality show inglês Britain's Got Talent e seu vídeo bate recorde de visualizações na internet.
- Ainda em 2009, estreia a novela "Viver a Vida", com Taís Araújo interpretando a protagonista "Helena", sendo a primeira protagonista negra de uma novela das oito da TV Globo.
- Algumas das telenovelas brasileiras exibidas na década de 2000 e que se tornaram marcantes:
- TV GLOBO: Celebridade, de Gilberto Braga; O Cravo e a Rosa, Chocolate com Pimenta, Alma Gêmea e Caras & Bocas, de Walcyr Carrasco; Cobras & Lagartos e A Favorita de João Emanuel Carneiro; os remkes O Profeta (2006), escrita por Duca Rachid e Thelma Guedes, baseada da obra homônima de Ivani Ribeiro; Cabocla (2004) e Sinhá Moça (2006), escritas por Edmara Barbosa e Edilene Barbosa, baseadas nas obras homônimas Cabocla (1979) e Sinhá Moça (1986), de Benedito Ruy Barbosa.
- TV RECORD: Prova de Amor, Caminhos do Coração e Os Mutantes, de Tiago Santiago; Essas Mulheres e Vidas Opostas, de Marcílio Moares; Bicho do Mato (2006), escrita por Cristianne Fridman e Bosco Brasil, baseada no livro homônimo de Chico de Assis; Chamas da Vida, de Cristianne Friedman; Amor e Intrigas, de Gisele Joras.
- BAND: Floribella, escrita por Patrícia Moretzsohn e Jaqueline Vargas, baseada em Floricienta, de Cris Morena.